# Lago Großer Labus
El lago Großer Labus (en alemán: Großer Labussee) es un lago situado en el distrito de Llanura Lacustre Mecklemburguesa, en el estado de Mecklemburgo-Pomerania Occidental (Alemania), a una altitud de 57.5 metros; tiene un área de 330 hectáreas.
El río Havel fluye a través de este lago.